# Pierre Cordey
Pierre Cordey, né le 3 octobre 1918 à Lausanne et mort dans la même ville le 11 juin 1981, est un journaliste, critique littéraire et bellettrien vaudois.

## Biographie
Originaire de Chapelle-sur-Moudon, Pierre Cordey s'inscrit à l'âge de 19 ans à la société d'étudiants des Belles-Lettres et en devient le président deux ans plus tard, puis président central de 1940-1941.
Journaliste à Radio-Lausanne (1939), il devient chef des émissions d'actualité et des émissions littéraires dès 1942. Correspondant parlementaire à Berne de La Tribune de Genève de 1946 à 1956, puis correspondant à Paris dès 1956. Il sera ensuite rédacteur en chef de la Feuille d'avis de Lausanne (1959-1969) et directeur politique de 24 heures (1970-1975). Il est également directeur de la formation professionnelle des journalistes romands (1971) et vice-président de l'Agence télégraphique suisse (1978). 
Pierre Cordey est aussi très actif dans les milieux culturels : membre du comité directeur de Pro Helvetia (1974), cofondateur de l'Association Benjamin Constant et des Annales Benjamin Constant. Prix Paul Budry (1967).
Il décède à Lausanne le 11 juin 1981.

## Sources
- « Pierre Cordey », sur la base de données des personnalités vaudoises sur la plateforme « Patrinum » de la Bibliothèque cantonale et universitaire de Lausanne.
- Anne Hofmann, « Pierre Cordey » dans le Dictionnaire historique de la Suisse en ligne, version du 11 août 2005.
- voir l'hommage rendu par B. Galland in Les conditions de la vie intellectuelle et culturelle en Suisse romande au temps des Lumières : actes du colloque organisé par l'Institut et l'Association Benjamin Constant, 17-18 novembre 1995 : in memoriam Pierre Cordey 1981 - 1996, recueil d'articles sur Benjamin Constant publiés sous la dir. d'Alain Dubois, Anne Hofmann et François Rosset ; avec la collab. de Marianne Berlinger et François Vallotton, Lausanne : Institut Benjamin Constant, 1996 p. 303-306, le même numéro contient une Bibliographie des écrits de Pierre Cordey concernant Benjamin Constant et le Groupe de Coppet p. 351-352.